# Bruno Rangel
Bruno Rangel Domingues (ur. 12 grudnia 1981 w Campos dos Goytacazes, zm. 28 listopada 2016 w La Unión) – brazylijski piłkarz występujący na pozycji napastnika.

## Kariera
Rangel karierę rozpoczynał w 2002 roku w zespole Goytacaz. Następnie grał w zespołach z niższych lig, takich jak Americano, Ananindeua, Angra, Macaé, Bonsucesso, Baraúnas, Águia, Paysandu SC, Guarani FC oraz Joinville. W sezonie 2011 wraz z Joinville wywalczył awans z Campeonato Brasileiro Série C do Campeonato Brasileiro Série B. W 2012 roku przeszedł do Metropolitano (Campeonato Brasileiro Série D), a w 2013 roku został zawodnikiem Chapecoense z Série B. Wywalczył z nim awans do Campeonato Brasileiro Série A. Wówczas odszedł do katarskiego Al-Arabi SC, gdzie grał w sezonie 2013/2014.
W 2014 roku wrócił do Chapecoense. W Série A zadebiutował 7 sierpnia 2014 w zremisowanym 1:1 meczu z Atlético Mineiro. Ostatnie oficjalne spotkanie przed śmiercią rozegrał 27 listopada 2016 w ramach rozgrywek Campeonato Brasileiro Série A przeciwko SE Palmeiras (0:1).

## Śmierć
28 listopada 2016 Rangel zginął w katastrofie samolotu LaMia Airlines 2933.